# Ashton Gibbs
Ashton Temple Gibbs (Scotch Plains, 19 gennaio 1990) è un ex cestista e allenatore di pallacanestro statunitense.

## Biografia
Suo fratello Sterling Gibbs è anch'egli cestista.

## Carriera
Dopo quattro stagioni alla University of Pittsburgh, ha esordito da professionista con la maglia del Paniōnios, disputando 8 incontri in A1 Ethniki. Ha proseguito la stagione 2012-2013 con l'Ourense in Liga LEB Oro. Dalla stagione 2013-2014 milita nello Steaua Bucarest.
Con gli Stati Uniti ha vinto l'oro ai Mondiali Under-19 2009.